# Имануел Мифсуд
Имануел Мифсуд (на малтийски: Immanuel Mifsud) е малтийски писател, драматург, поет, автор на произведения в жанровете драма, лирика и детска литература.

## Биография и творчество
Имануел Мифсуд е роден на 12 септември 1967 г. в Паола, Малта, в работническо семейство. Най-малкият е от 8 деца. Първите му литературни изяви са още на 16-годишна възраст, когато започва да пише поезия и става съоснователи на литературната група „Версати“ (Versati).
По-късно основава няколко драматични трупи, занимава се с изследователски театър и режисира както авторски, така и различни известни постановки на пиеси на Чехов, Дарио Фо, Макс Фриш, Федерико Гарсия Лорка, Дейвид Мамет, Харолд Пинтър и Алфред Бутигиег.
Първият му сборник с разкази „Stejjer ta' Nies Koroh“ е публикуван през 1991 г. Публикувал е няколко тома с разкази и стихотворения, както и разкази за деца и приспивни песни на малтийски език.
Сборникът му с разкази „L-Istejjer Strambi ta' Sara Sue Sammut“ („Странните истории на Сара Сю Самут“) от 2002 г. печели Националната награда на Малта за литература и е номиниран за италианската награда „Стрега“ за преводна литература.
През 2011 г. за романа си „В името на Отца (и Сина)“ получава наградата на Европейския съюз за литература.
Преподава литература и теория на литературата в Малтийския университет. През 2012 г. в него получава докторска степен по литература.
През 2014 г. е удостоен с Орден за заслуги на Република Малта.
Участва в многобройни престижни литературни фестивали в цяла Европа.

## Произведения

### Проза
- Stejjer ta' Nies Koroh (1991) – сборник разкази
- Il-Ktieb tas-Sibt Filgħaxija (1993) – сборник разкази
- Il-Ktieb tal-Maħbubin Midruba (1999)
- L-Istejjer Strambi ta' Sara Sue Sammut (2002) – сборник разкази
- Kimika (2005) – сборник разкази
- Happy Weekend (2006)
- Stejjer li ma kellhomx jinkitbu (2008) – сборник разкази
- Fl-Isem tal-Missier (u tal-Iben) (2010) – награда за литература на Европейския съюз
В името на Отца (и Сина), изд.: ИК „Парадокс“, София (2019), прев. Азис Шакир-Таш
- Jutta Heim (2014)
- Fid-Dlam tal-Lejl Ħarisna (2016)

### Поезия
- Fid-Dar ta' Clara (1998)
- Il-Ktieb tar-Riħ u l-Fjuri (2001)
- Polska-Slovensko (2004)
- km (2005)
- Confidential Reports (2005)
- Poland Pictures (2007)
- Penelopi Tistenna (2013)
- Ħuta (2016)
- The Play of Waves (2016)

### Детска литература
- Orqod, Qalbi, Orqod () – приспивни песни

### Драма
- Faith, Hope u Charity (2015)